# Megateg lesbiae
Espèce
Megateg lesbiae est une espèce d'araignées aranéomorphes de la famille des Zoropsidae.

## Distribution
Cette espèce est endémique du Queensland en Australie. Elle se rencontre sur l'île Hinchinbrook.

## Description
La carapace de la femelle holotype mesure 4,40 mm de long sur 3,56 mm et l'abdomen 3,68 mm de long sur 3,20 mm.

## Étymologie
Cette espèce est nommée en l'honneur de Lesbia Dobson.

## Publication originale
- Raven & Stumkat, 2005 : Revisions of Australian ground-hunting spiders: II. Zoropsidae (Lycosoidea: Araneae). Memoirs of the Queensland Museum, vol. 50, p. 347-423 (texte intégral).